# Горње Раштане
Горње Раштане су насељено место у саставу општине Свети Филип и Јаков, у Задарској жупанији, Република Хрватска.

## Историја
До територијалне реорганизације у Хрватској налазиле су се у саставу старе општине Биоград на Мору.

## Становништво
На попису становништва 2011. године, Горње Раштане су имале 456 становника.

## Попис1991.
На попису становништва 1991. године, насељено место Горње Раштане је имало 591 становника, следећег националног састава:
| Попис 1991.‍ | Попис 1991.‍ | Попис 1991.‍ | Попис 1991.‍ | Попис 1991.‍ |
| ----------- | ----------- | ----------- | ----------- | ----------- |
|             |             |             |             |             |
| Хрвати      | Хрвати      |             | 591         | 100%        |
| укупно: 591 |             |             |             |             |